# Авиагородок (Киев)
Авиагородо́к (укр. Авіамістечко) — местность в западной части города Киева в Святошинском районе. Расположен между железной дорогой Киев-Ковель, Берестейским проспектом, бульваром Академика Вернадского и улицей Гетмана Кирилла Разумовского. Составляет часть Святошино.
Местность застроена в 1946—1950-х годах преимущественно частными усадьбами работников авиазавода (теперь завод «Авиант»). Параллельное название местности — Новосвятошин.
На Святошинском аэродроме испытывали свои аппараты летчик П. Н. Нестеров и учёный-авиаконструктор И. И. Сикорский. В дореволюционное время на территории Авиагородка размещались авиационные парки царской армии и мастерские по ремонту авиатехники. На базе этих мастерских был основан Киевский авиационный завод «АВИАНТ». Также тут есть научно-технический комплекс имени Антонова и лётная школа «Капитан Нестеров».
В Авиагородке в 1957—1984 годах проживал советский авиаконструктор Олег Антонов (улица Александра Оксанченко, 1).